# Anton Malatinský
Anton Malatinský est un footballeur tchécoslovaque  et slovaque, né le 15 janvier 1920 à Trnava et mort le 1er décembre 1992 à Bratislava. Il était milieu de terrain.

## Biographie
Grand joueur du Spartak Trnava, le Stade Antona Malatinského est nommé en son honneur.
International slovaque, il reçoit 6 sélections de 1942 à 1943. 
Il est aussi international tchécoslovaque (10 sélections), il fait partie de l'équipe qui participa à la phase finale de la Coupe du monde 1954.

## Carrière

### En tant que joueur
- 1941-1950 :  FC Spartak Trnava
- Slovan Bratislava
- FK Baník Handlová

### En tant qu'entraîneur
- 1948-1950 :  FC Spartak Trnava (jeunes)
- 1956-1960 :  FC Spartak Trnava
- 1963-1968 :  FC Spartak Trnava
- 1968-1971 :  FC Admira Wacker
- 1971-1976 :  FC Spartak Trnava
- 1976-1978 :  ADO La Haye
- 1978-1981 :  Slovan Bratislava
- 1981-1982 :  SC Eisenstadt
- 1982-1984 :  SKNV St. Pölten